# Matt Hodgson (basket-ball)
Ne doit pas être confondu avec Matt Hodgson, joueur de rugby à XV australien.
Matthew John Hodgson, né le 2 août 1991 à Ipswich, au Queensland, est un joueur australien de basket-ball. Il évolue au poste de pivot.

## Biographie

### Carrière universitaire

#### Southern Utah (2009-2011)
En octobre 2009, il entre à l'Université de Southern Utah (en) (SUU) en provenance du lycée Ipswich Grammar à Ipswich. Entre 2009 et 2011, il joue pour les Thunderbirds de Southern Utah.
Pour sa première année universitaire, l'année de freshman à Southern Utah en 2009-2010, Hodgson est l'un des deux joueurs de l'équipe à avoir commencé chaque match durant la saison. Il bat le record de contres sur une seule saison pour un joueur de SUU avec 64 ballons repoussés. En plus d'être le meilleur contreur de l'équipe, il est également celui qui a la meilleure réussite aux tirs avec 58,4%, est le second meilleur rebondeur avec 4,8 rebonds par match et le second aux rebonds offensifs (1,3) et défensifs (3,5), il est le cinquième meilleur marqueur de l'équipe avec 6,3 points par match. Le 9 janvier 2010, il réalise son meilleur match de la saison avec 16 points dans la défaite à South Dakota State.
Pour sa deuxième année universitaire, l'année de sophomore en 2010-2011, Hodgson perd son rôle au sein de l'équipe. Il n'est titularisé que 10 fois sur les 29 matches auxquels il participe et son temps de jeu est réduit à 13,1 minutes par match alors qu'il jouait à 23,3 minutes l'année précédente. Il réussit quand même à marquer 10 points ou plus à cinq reprises dont un match où il réalise un double-double avec 10 points et 12 rebonds le 18 décembre dans la défaite à UNLV. Il termine la saison avec des moyennes de 4,5 points et 3,5 rebonds par match.

#### Saint Mary's (2011-2014)
En mai 2011, il part au Saint Mary's College of California à Moraga en Californie.
En raison des règles de transfert de la NCAA, Hodgson est obligé de rester à l'écart pendant la saison 2011-2012. Toutefois, il a joué pour l'équipe nationale d'Austrlie lors des Summer Universiades 2011 où il a des moyennes de 4,7 points, 3,6 rebonds et 16,4 minutes en sept matches.
Entre 2012 et 2014, il joue pour les Gaels de Saint Mary's.
Pour sa troisième année universitaire, l'année de junior après son année de transition, Hodgson participe à 32 matches durant la saison 2012-2013 et a des moyennes de 2,8 points et 2,0 rebonds par match. Il réussit à être le 11e meilleur contreur de la West Coast Conference avec 0,8 ballon repoussé par match, et termine la saison en ayant le deuxième meilleur total de contres de son équipe avec 26 contres.
Pour sa quatrième année universitaire, l'année de senior à Saint Mary's en 2013-2014, il participe à 34 matches et est titularisé à deux reprises, terminant la saison avec des moyennes de 3,3 points et 2,6 rebonds par match. Il termine de nouveau la saison au second rang du meilleur total de contres dans son équipe avec 31 ballons repoussés.

### Carrière professionnelle
Le 26 juin 2014, il n'est pas sélectionné lors de la draft 2014 de la NBA.

#### Frankston Blues et Melbourne United (2014-2015)
Après avoir obtenu son diplôme à Saint Mary's, Hodgson retourne en Australie où il rejoint les Frankston Blues (en) pour le reste de la saison SEABL en juin 2014. Il dispute huit matches avec Frankston, avec des moyennes de 14,4 points et 7,4 rebonds par match.
Il signe ensuite au Melbourne United en tant que joueur de développement pour la saison 2014-2015 de la NBL. Cependant, son recrutement est bouleversé lorsqu'il passe les tests médicaux et les tests de condition physique avant le début de la pré-saison. Après avoir échoué aux tests de santé et de condition physique avec United, il est envoyé pour se faire examiner et on lui dit que son ménisque est gravement déchiré. Il subit ensuite une intervention chirurgicale pour réparer son ménisque et commence la saison en passant six semaines avec des béquiles puis quatre semaines avec une attelle. Vers la fin décembre 2014, il recommence à courir et rejoint le groupe de joueurs pour s'entraîner à la mi-janvier dans l'espoir d'être en forme pour la fin de saison régulière et éventuellement jouer quelques minutes lors des derniers matches. Cela n'a finlamenet pas lieu et Hodgson ne participe à aucun match avec United au cours de la saison 2014-2015.
En mai 2015, Hodgson retourne chez les Frankston Blues (en) avec lesquels il dispute cinq rencontres et a des moyennes de 6,8 points et 5,0 rebonds par match.

#### Adelaide 36ers (2015-2018)
Le 8 juillet 2015, il reste en Australie et signe un contrat de deux ans aux Adelaide 36ers. Le 7 octobre, pour ses débuts en NBL, pour le premier match de la saison 2015-2016 des 36ers, il est remplaçant mais a un apport important dans l'équipe, terminant le match avec 18 points, 9 rebonds et 3 contres dans la victoire 90 à 71 contre le champion en titre, les New Zealand Breakers. Hodgson réalise le troisième meilleur premier match par un australien, avec ses 18 points derrière les 28 points de Brock Motum en 2014 et les 22 points d'Aaron Bruce en 2008 ; il est désigné meilleur joueur du match. Le 25 novembre, il se blesse au genou à l'entraînement et doit manquer deux à quatre semaines de compétition. Le 12 décembre, après avoir manqué quatre matches, il revient sur les parquets, terminant la rencontre avec neuf points et six rebonds en 16 minutes contre les Townsville Crocodiles. Hodgson participe à 23 rencontres en 2015-2016 avec les 36ers qui terminent à la 5e place du championnat, et a des moyennes de 3,5 points et 2,4 rebonds en un peu plus de huit minutes par match.
En mars 2016, Hodgson rejoint les Waverley Falcons (en) pour la saison Big V (en) 2016, le championnat semi-professionnel d'Australie. Il aide les Falcons à terminer la saison régulière à la seconde place avec un bilan de 18 victoires et 4 défaites, mais en demi-finale, ils s'inclinent 2 matches à 0 contre les Ringwood Hawks. En 22 matches avec les Falcons en 2016, il a des moyennes de 17,3 points, 10,3 rebonds et 1,5 contre par match. Il est nommé dans le meilleur cinq majeur de la Big V et co-meilleur défenseur de l'année.
Après avoir échoué à réaliser au moins 10 rebonds ou au moins 10 rebonds avec les 36ers sur les sept premiers matches de la saison 2016-2017 de NBL, Hodgson réalise son meilleur match de la saison le 12 novembre 2016, avec 18 points et 14 rebonds dans la défaite 85 à 74 chez les Illawarra Hawks. Les 36ers commence la saison avec un bilan de 3 victoires et 6 défaites, avant d'enchaîner une série de huit victoires consécutives et d'arriver à Noël en tête du classement avec 11 victoires et 6 défaites. Les 36ers terminent la saison à la première place avec un bilan de 17 victoires et 11 défaites mais ils s'inclinent deux matches à un en demi-finale contre le quatrième de la saison, les Illawarra Hawks. Hodgson participe à l'ensemble des 31 matches de la saison 2016-2017 des 36ers, avec des moyennes de 5,6 points et 5,7 rebonds par match.
Le 15 mars 2017, Hodgson signe chez les Knox Raiders (en) pour la saison Big V (en) 2017. Le 2 avril 2017, il réalise une grande performance avec 26 points et 13 rebonds dans la victoire 116 à 80 contre Corio Bay. En 16 matches avec les Raiders, il a des moyennes de 13,9 points et 9,6 rebonds par match.
Le 28 mars 2017, Hodgson re-signe avec les 36ers un contrat de deux ans. Douze mois plus tard, il aide les 36ers à tteindre la finale 2018 de NBL où ils s'inclinent 3 matches à 2 contre Melbourne United. En 35 matches avec les 36ers en 2017-2018, il a des moyennes de 4,5 points et 3,2 rebonds par match. Le 11 avril 2018, Hodgson demande à être libéré de la dernière année de son contrat et les 36ers lui accordent.

#### Brisbane Bullets (depuis 2018)
Le 27 avril 2018, Hodgson signe un contrat d'un an avec les Brisbane Bullets. En septembre 2018, il se blesse au mollet alors qu'il jouait pour les Australian Boomers, ce qui l'a écarté des terrains durant trois à quatre semaines. En 2018-2019, Hodgson affiche le meilleur taux de réussite aux tirs du championnat avec 63%, une moyenne de 9,6 points et 6,1 rebonds par match, et se classe sixième dans la ligue pour les contres.
Le 29 mars 2019, il re-signe avec Brisbane un contrat de deux ans.

## Statistiques

### Universitaires
| Saison    | Équipe        | Matchs | Titul. | Min./m | % Tir | % 3pts | % LF | Rbds/m. | Pass/m. | Int/m. | Ctr/m. | Pts/m. |
| --------- | ------------- | ------ | ------ | ------ | ----- | ------ | ---- | ------- | ------- | ------ | ------ | ------ |
| 2009-2010 | Southern Utah | 29     | 29     | 23,3   | 58,4  | 0,0    | 59,4 | 4,83    | 0,28    | 0,34   | 2,17   | 6,34   |
| 2010-2011 | Southern Utah | 29     | 10     | 13,1   | 53,1  | 0,0    | 75,9 | 3,48    | 0,28    | 0,28   | 1,21   | 4,48   |
| 2012-2013 | Saint Mary's  | 32     | 0      | 10,0   | 51,4  | 27,3   | 84,2 | 2,03    | 0,19    | 0,06   | 0,81   | 2,84   |
| 2013-2014 | Saint Mary's  | 34     | 2      | 10,5   | 53,3  | 0,0    | 42,5 | 2,62    | 0,15    | 0,15   | 0,91   | 3,32   |
| Total     |               | 124    | 41     | 14,0   | 54,6  | 25,0   | 63,5 | 3,19    | 0,22    | 0,20   | 1,25   | 4,18   |

### Professionnelles
| Saison    | Équipe                                | Matchs | Titul. | Min./m | % Tir | % 3pts | % LF | Rbds/m. | Pass/m. | Int/m. | Ctr/m. | Pts/m. |
| --------- | ------------------------------------- | ------ | ------ | ------ | ----- | ------ | ---- | ------- | ------- | ------ | ------ | ------ |
| 2008-2009 | Australian Institute of Sport (SEABL) | 4      |        |        | 57,1  | 0,0    | 62,5 | 3,8     | 0,3     |        |        | 3,3    |
| 2013-2014 | Frankston Blues (en) (SEABL)          | 8      |        |        | 55,8  | 0,0    | 54,3 | 7,4     | 0,4     |        |        | 14,4   |
| 2014-2015 | Frankston Blues (SEABL)               | 5      |        |        | 46,4  | 0,0    | 47,1 | 5,0     | 0,8     |        |        | 6,8    |
| 2015-2016 | Adelaide 36ers (AUS NBL)              | 23     | 0      | 8,4    | 59,6  | 0,0    | 63,3 | 2,29    | 0,13    | 0,13   | 0,39   | 3,52   |
| 2015-2016 | Waverley Falcons (en)                 | 22     |        | 25,4   | 52,5  | 50,0   | 60,2 | 10,3    | 0,8     | 0,7    | 1,5    | 17,3   |
| 2016-2017 | Adelaide 36ers (AUS NBL)              | 31     | 25     | 17,5   | 50,4  | 0,0    | 58,3 | 5,68    | 0,45    | 0,26   | 0,74   | 5,58   |
| 2016-2017 | Knox Raiders (en)                     | 16     |        |        |       |        |      | 9,6     |         |        |        | 13,9   |
| 2017-2018 | Adelaide 36ers (AUS NBL)              | 35     | 14     | 12,4   | 62,4  | 0,0    | 42,6 | 3,14    | 0,34    | 0,11   | 0,49   | 4,54   |
| 2018-2019 | Brisbane Bullets (AUS NBL)            | 29     | 28     | 20,5   | 63,2  | 0,0    | 56,5 | 6,00    | 0,93    | 0,48   | 1,07   | 9,62   |

## Clubs successifs
- 2008-2009 :  Australian Institute of Sport (SEABL)
- 2009-2011 :  Thunderbirds de Southern Utah (NCAA)
- 2012-2014 :  Gaels de Saint Mary's (NCAA)
- 2014 :  Frankston Blues (en) (SEABL)
- 2014-2015 :
  - Août 2014-Avril 2015 :  Melbourne United (AUS NBL)
  - Mai-Juillet 2015 :  Frankston Blues (en) (SEABL)
- 2015-2016 :
  - Août 2015-Février 2016 :  Adelaide 36ers (AUS NBL)
  - Mars-Juillet 2016 :  Waverley Falcons (en) (SEABL)
- 2016-2017 :
  - Août 2016-Février 2017 :  Adelaide 36ers (AUS NBL)
  - Mars-Juillet 2017 :  Knox Raiders (en) (SEABL)
- 2017-2018 :  Adelaide 36ers (AUS NBL)
- 2018–0000 :  Brisbane Bullets (AUS NBL)

## Palmarès

### Distinctions personnelles
- Big V All-Star Five (2016)
- Big V Co-Defensive Player of the Year (2016)